# Plantae Novae Thurberianae
Plantae Novae Thurberianae (abreviado Pl. Nov. Thurb.) es un libro con descripciones botánicas que fue escrito por el naturalista, médico y considerado el botánico estadounidense más importante del siglo XIX, Asa Gray. Fue publicado en el año 1854 con el nombre de Plantae Novae Thurberianae: the characters of some new genera and species of plants in a collection made by George Thurber, of the late Mexican Bounday Commission, chiefly in New Mexico and Sonora.Cambridge, Mass..